# Třída Bismarck
Třída Bismarck byla třída bitevních lodí německé Kriegsmarine, která se skládala z lodí Bismarck a Tirpitz. Její vznik spadá do poloviny 30. let minulého století, kdy Adolf Hitler začal zvyšovat zbrojní výrobu, včetně námořnictva a ve snaze vyrovnat námořní převahu Spojeného království. Když Washingtonská a Versailleská smlouva (podepsaná po konci první světové války) byly vůči poválečnému Německu a Třetí říši velmi omezující, Třetí říše po podpisu britsko-německé dohody o válečném loďstvu v roce 1935 dostala příležitost ke zbrojení na moři a to až do výtlaku 420 000 tun, což bylo podle smlouvy 35 % tonáže britského loďstva. Už na Londýnské konferenci v roce 1930 bylo dokonce upuštěno od omezující podmínky výtlaku loďstev. To už dávalo možnost Německé říši vybudovat si loďstvo podle vlastních představ a možností.
V roce 1936 začala Třetí říše stavět třídu válečných lodí, s velkou rychlostí, akčním rádiem a silným pancéřováním, třídu, jaká neměla do té doby na světě obdoby. První jednotka nesla jméno po bývalém „železném kancléři“ Otto von Bismarckovi, druhá po císařském admirálovi a bývalém ministru války Alfrédu von Tirpitzovi. Odborník Anthony Preston konstatuje, že konstrukce vycházela z válečných lodí první světové války německé třídy Bayern. A to hlavně výzbrojí, skládající se ze čtyř dvouhlavňových věží hlavní ráže 380 mm označovaných (od přídě) A (Anton), B (Bruno), C (Caesar) a D (Dora) s hmotností vystřelených dělostřeleckých granátů až sedm tun (podle druhu munice) s dostřelem až 20 námořních mil (přibližně 37 km).